# K4 (Kulturzentrum)

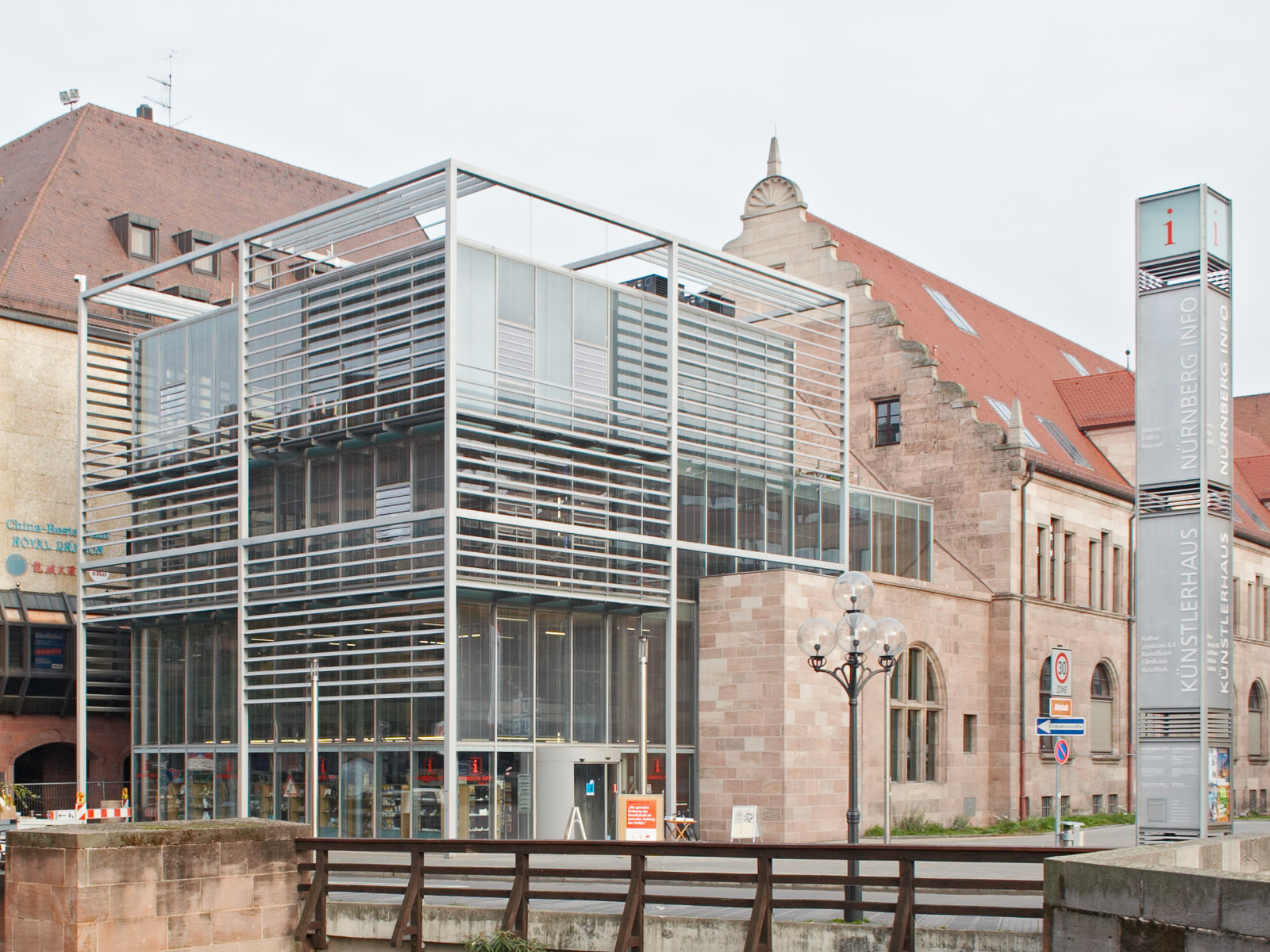
Eingangsbereich des Künstlerhauses, ehemals K4, von Süd-Süd-Ost

Das K4 war ein am 4. Dezember 1996 eröffnetes städtisches Kulturzentrum in Nürnberg. Es hatte seinen Standort im Künstlerhaus Nürnberg und war aus dem KOMM, einem der ersten selbstverwalteten soziokulturellen Zentren in Deutschland, hervorgegangen. Seit Januar 2008 wird es in dem Zusammenschluss des KunstKulturQuartiers der Stadt Nürnberg wieder unter dem Namen Künstlerhaus weitergeführt.
K4 stand für Kultur- und Kommunikationszentrum im Künstlerhaus am Königstor oder auch programmatisch für Kunst, Kultur, Kino und Kommunikation.